# Цілозябровикоподібні
Цілозябровикоподібні (Synbranchiformes) — ряд променеперих риб. Поліфілетична група, близька до окунеподібних. Мешкають в прісних і солонуватих водах Австралії, Південної і Східної Азії, в тропіках Африки і Америки. Об'єднує близько 109 видів у 12 родах. Єдиний морський вид — макротрема (Macrotrema caligans).

## Опис
Тіло вугреподібне, довжина тіла — 10-100 см. Плавального міхура немає. Грудні, спинний і анальний плавці відсутні. Луска циклоїдна або відсутня. Зяброві щілини сполучені в єдину щілину на горлі. Зябра зазвичай зредуковані. Частково дихання здійснюється через шкіру. У глотці і кишківнику є надзябровий апарат для повітряного дихання, що рясно вистиланий капілярами. Таким чином, вони можуть жити у болотах і рисових чеках при дуже низькому вмісті кисню у воді. Під час посухи переповзають в сусідні водойми по суші або зариваються в мул.

## Класифікація
Ряд Цілозябровикоподібні (Synbranchiformes)
- Підряд Synbranchoidei
  - Родина Злитнозяброві (Synbranchidae)
- Підряд Mastacembeloidei
  - Родина Хоботорилі (Mastacembelidae)
  - Родина Чаудхурієві (Chaudhuriidae)